# 亨利三十五世 (羅伊斯-洛本施泰因)
亨利三十五世（德語：Heinrich XXXV.，1738年—1805年），羅伊斯-洛本施泰因親王，1790年至1805年在位。
亨利原為羅伊斯-洛本施泰因伯爵，1790年羅伊斯-洛本施泰因被升格為親王國，亨利成為第一任親王。1805年，亨利於巴特洛本施泰因去世，他的遠房堂弟亨利五十四世繼位為羅伊斯-洛本施泰因親王。